# Haute école spécialisée
Pour les articles homonymes, voir HES.

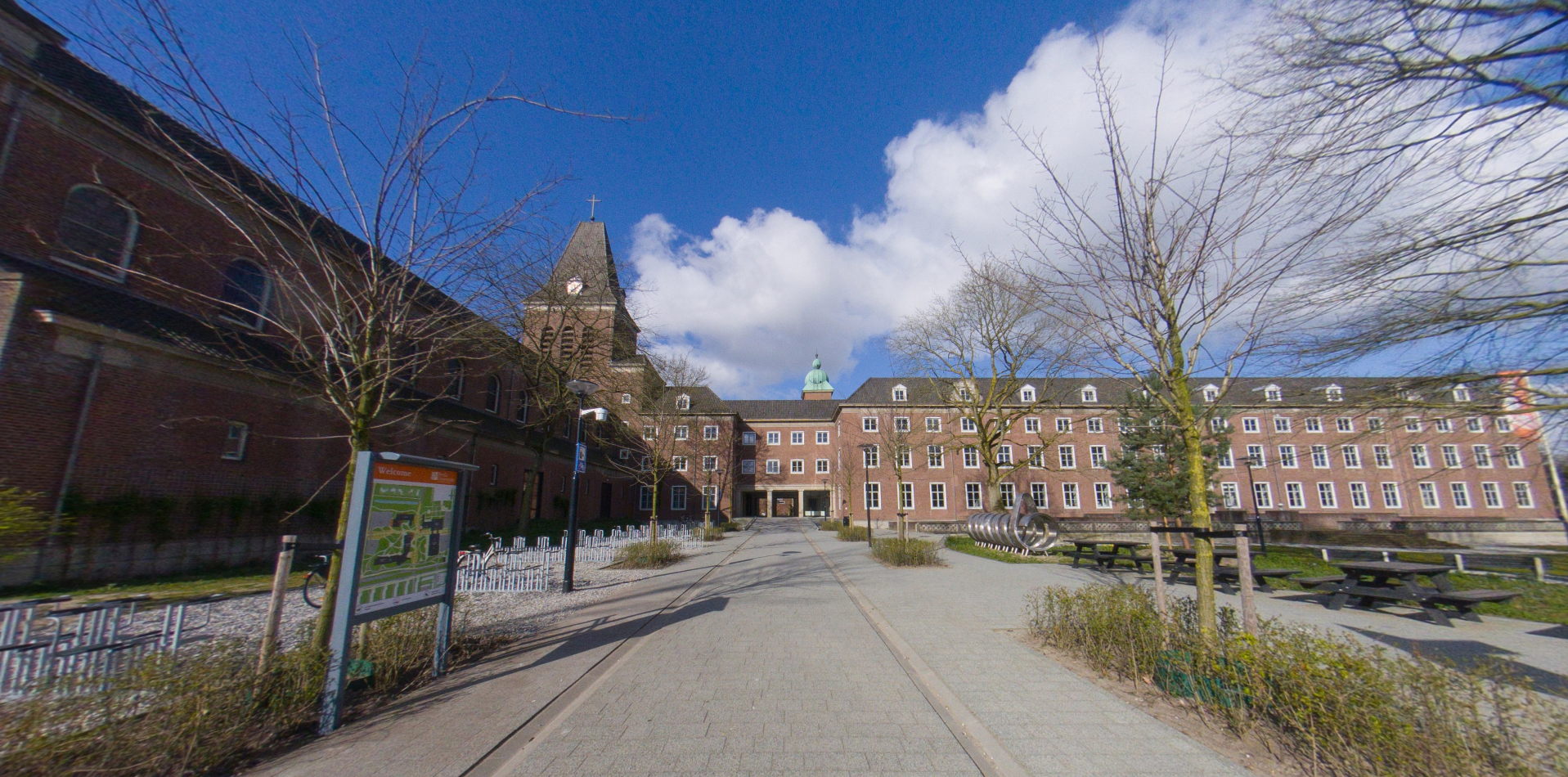
Breda University of Applied Sciences (Les Pays-Bas)

Une haute école spécialisée (HES), appelée parfois université de sciences appliquées, et Fachhochschule (FH) dans les pays germanophones, est un type d'établissement d'enseignement supérieur, caractérisé par des cursus orientés vers le développement de compétences professionnelles.
Ces institutions sont notamment présentes dans les trois pays européens germanophones ci-dessous :
- en Allemagne
- en Autriche
- en Suisse

Elles existent également :
- en Belgique, sous le nom de « haute école spécialisée » en Belgique francophone[réf. nécessaire]

- en Grèce et à Chypre
- aux Pays-Bas, sous le nom de hogeschool (hbo)

- dans certains pays nordiques :
  - au Danemark, sus le nom de Professionshøjskole
  - en Finlande, sous le nom de Ammattikorkeakoulu
  - en Norvège, sous le nom de Høgskole
  - en Suède, sous le nom de Yrkeshögskola